# جنگل‌نشین

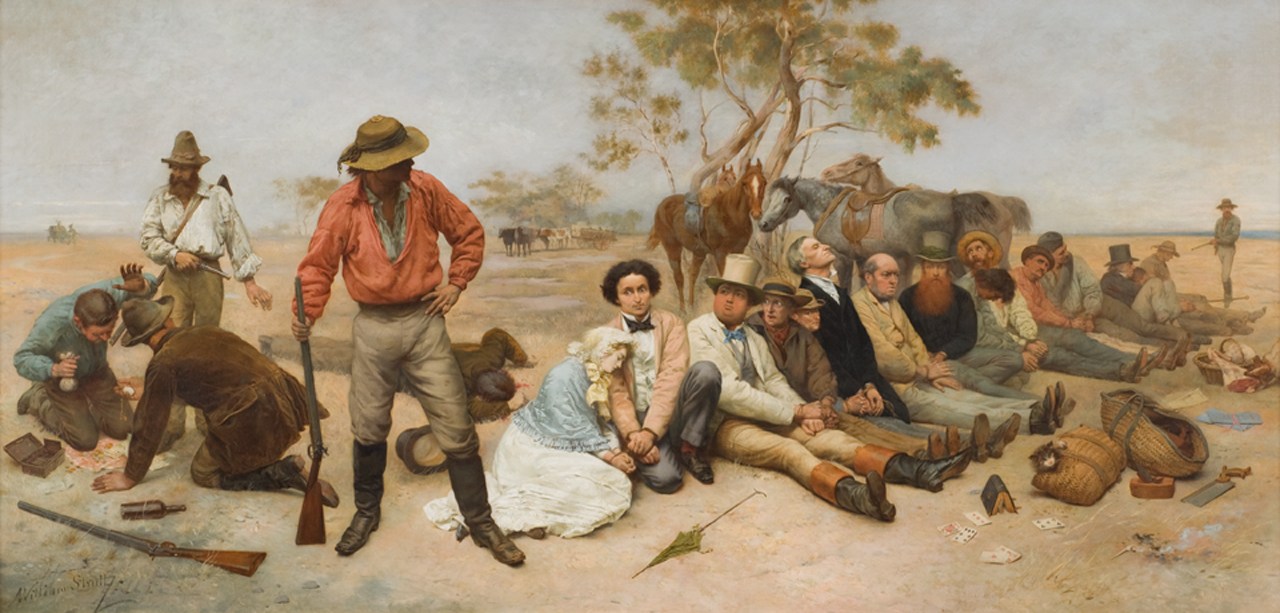
ویلیام استروتس و گروه جنگل‌نشین وی در جاده سنت کیلدا. نقاشی شده به سال ۱۸۸۷ میلادی. این اثر هنری با عنوان «تلاش برای یکی از جسورانه‌ترین سرقت‌ها» از استروتس در ویکتوریا به سال ۱۸۵۲ است. جاده موصوف یکی از جاده‌هایی است که در دوران تب طلای ویکتوریا به کرات مورد دستبرد جنگل‌نشین‌ها قرار گرفت. اغلب آنها محکومان بریتانیایی در استرالیا از سرزمین ون دیمین (تاسمانی امروزی) بودند که در مجموع به عنوان سارقین مسلح جاده سنت کیلدا شناخته می‌شدند

جنگل‌نشین (انگلیسی: Bushranger) در اصل، عنوان محکومان فراری سال‌های اولیه حل‌وفصل تعدیل کُلنی بریتانیا/استرالیا است که مهارت‌های بقا برای زنده ماندن در جنگل‌ها و بیشه‌زارهای استرالیا را کسب کرده بودند. آن‌ها از این بیشه‌زارها به عنوان یک پناهگاه برای پنهان شدن از دست مقامات دولتی و قضایی استفاده می‌کردند. از سال ۱۸۲۰ اصطلاح جنگل‌نشین برای اشاره به کسانی که به حقوق اجتماعی و امتیازات پشت پا زده و دست به سرقت‌های مسلحانه به عنوان یک روش زندگی می‌زدند استفاده می‌شد. بیشه‌زارها به عنوان پایگاه اینگونه افراد تلقی می‌شدند.
جنگل‌نشینی در طول دوران تب طلای استرالیا از سال ۱۸۵۰ تا ۱۸۶۰ میلادی رونق بسیار یافت. همان زمانی که افرادی همچون بن هال، فرانک گاردینر، و جان گیلبرت با رهبری باندهای مخوف در مناطقی از نیو ساوت ولز رعب و وحشت آفریدند. این پسران وحشی استعمار عمدتاً فرزندان محکومان استرالیایی بودند که چیزی شبیه به راهزنان جاده بریتانیایی و قانون‌شکنان غرب وحشی آمریکا به‌شمار می‌رفتند که جنایات آن‌ها به‌طور معمول شامل سرقت از بانک شهرهای کوچک می‌شد. افراد مشهور و بدنامی همچون دن مورگان، برادران کلارک و مشهورترین جنگل‌نشین شناخته شده‌استرالیایی «ند کلی»، باعث کشته‌شدن شماری از ماموران قضایی هم گشتند.

## ریشه‌یابی
واژه و اصطلاح جنگل‌نشین [بوش‌رنجر] نخستین مرتبه در فوریه ۱۸۰۵ و در روزنامه سیدنی گازِته مطرح شد. این روزنامه در آن تاریخ گزارش می‌دهد که: «یک درشکه توسط سه مرد که ظاهراً خود را تحریم کرده و جنگل‌نشین شده‌اند متوقف شده است.» به نظر می‌رسد از این زمان به بعد، این اصطلاح برای افراد جنایتکار که در جاده‌ها و بوته‌زارها به مردم دستبرد می‌زدند مورد استفاده قرار گرفت.

## نگارخانه

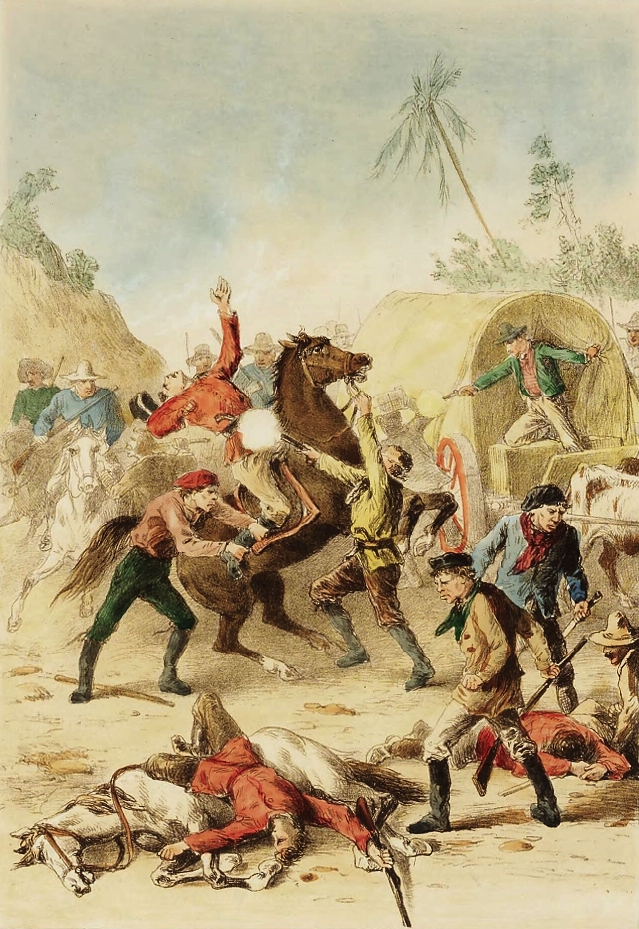
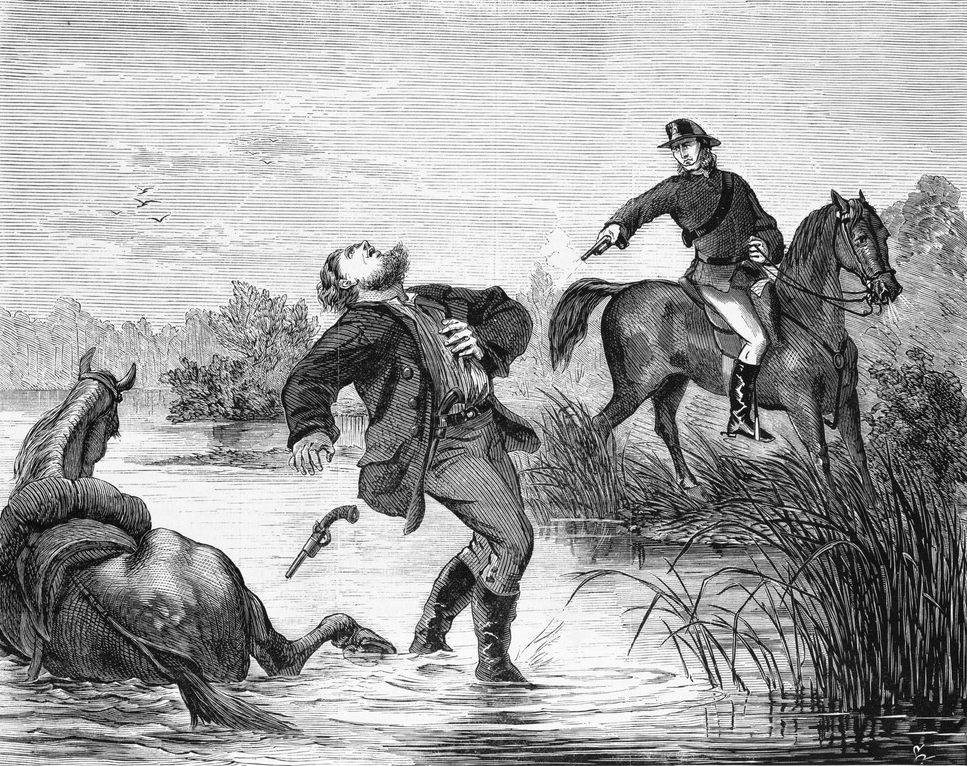
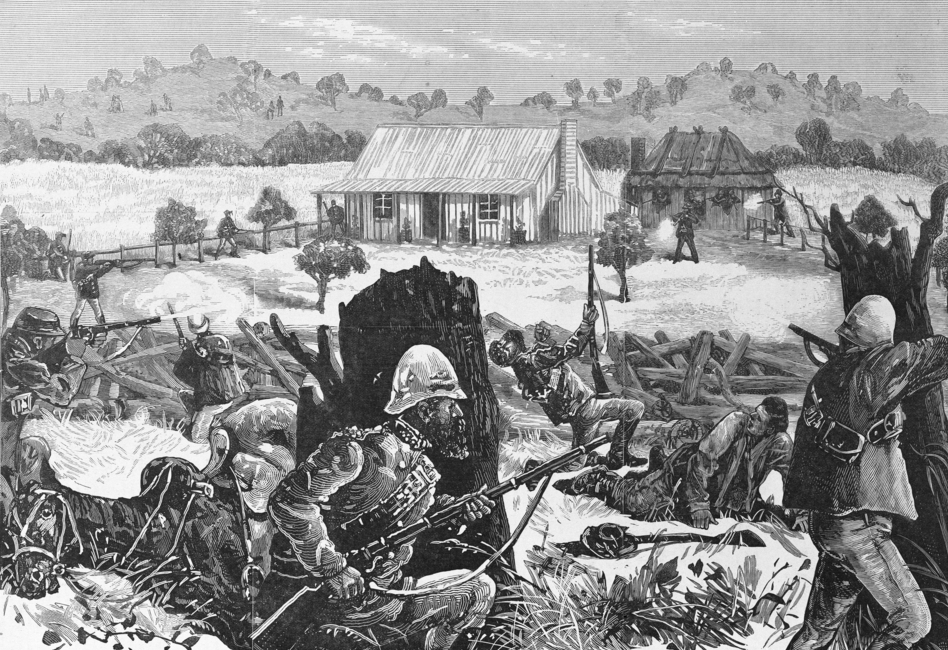
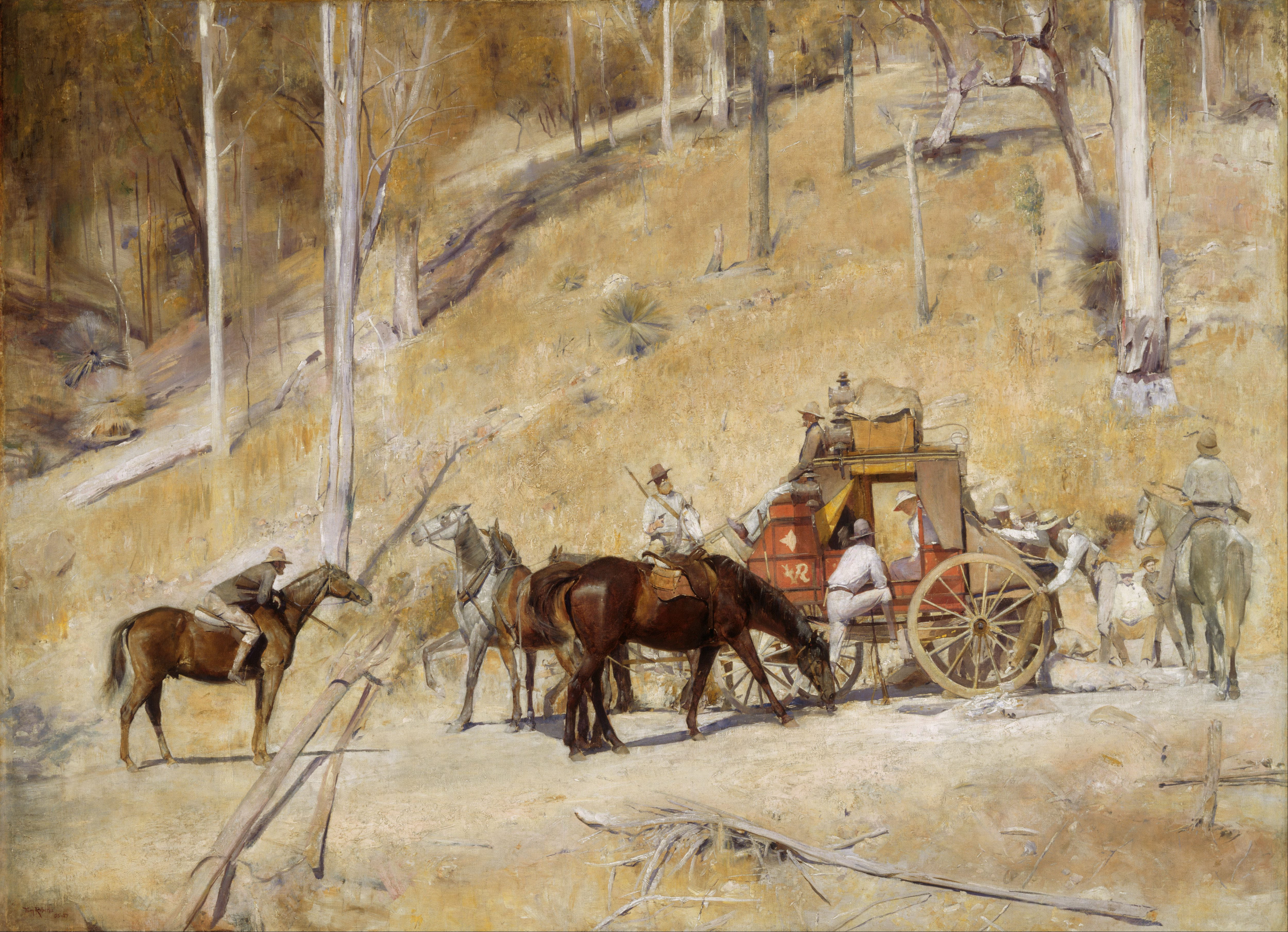
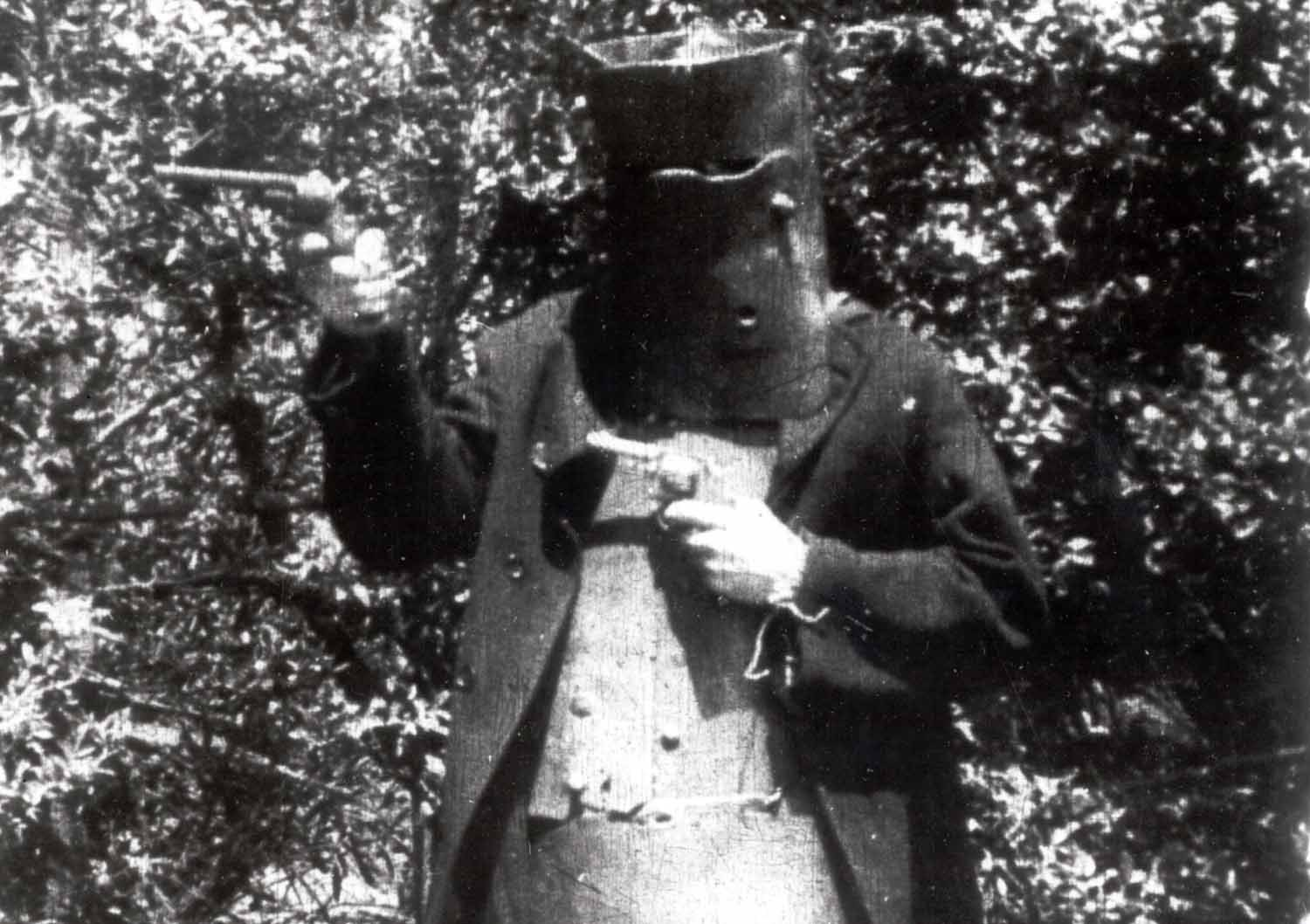
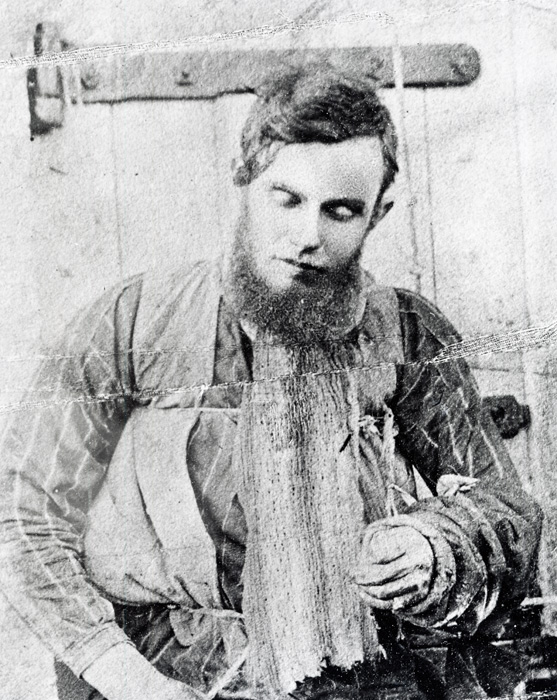
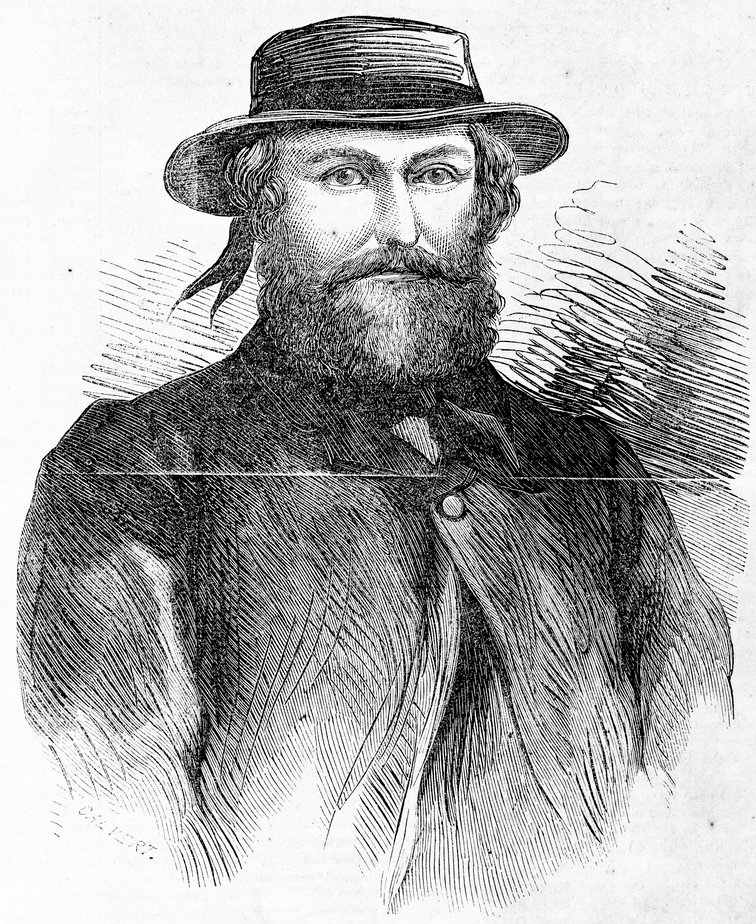
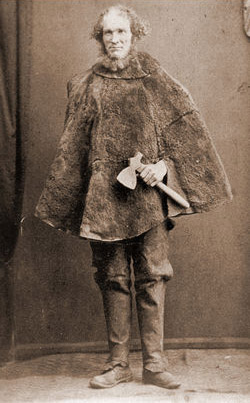